# Muna (Kurzfilm)
Muna ist ein britischer Kurzfilm für Jugendliche unter der Regie von Warda Mohamed aus dem Jahr 2023. Der Film feierte im Februar 2024 auf der Berlinale seine internationale Premiere in der Sektion Berlinale Generation feiern.

## Handlung
Muna lebt in Großbritannien und hat somalische Wurzeln. Sie will mit auf Klassenfahrt, will Spaß mit Gleichaltrigen haben und der Eintönigkeit zu Hause entfliehen. Aber ihre Eltern zögern. Als Munas Großvater im fernen Somalia stirbt, wird die Teenagerin Zeugin, wie die Mitglieder ihrer Familie um jemanden trauert, den sie selbst kaum kannte, und bemüht sich, eine für sie passende Form zu finden. Sie macht sich Gedanken über ihr eigenes Leben und das ihres Großvaters und entdeckt, dass es da mehr Verbindungen gibt als auf den ersten Blick sichtbar waren. Und inmitten der verwirrenden Trauerzeremonien setzt Muna immer noch alles daran, ihre Mutter dazu zu bewegen, sie mit auf die Klassenfahrt zu lassen.

## Produktion

### Filmstab
Regie führte Warda Mohamed, von der auch das Drehbuch stammt. Die Kameraführung lag in den Händen von Olan Collardy, die Musik komponierte Cassie Kinoshi und für den Filmschnitt war Mdhamiri Á Nkemi verantwortlich.  
In der Hauptrolle ist Kosar Ali als Muna zu sehen. 

### Produktion und Förderungen
Produziert wurde der Film von Simon Hatton und Angela Moneke. Produktionsfirmen waren Monegram Production, Pink Towel Productions, T A P E Collective Ltd., Rendition Films und BBC Film.

### Dreharbeiten und Veröffentlichung
Der Film feierte im Februar 2024 auf der Berlinale seine internationale Premiere in der Sektion Berlinale Generation. Muna wird von BBC Film vertrieben.

## Auszeichnungen und Nominierungen (Auswahl)
- 2023: British Short Film Awards: Ausgezeichnet als bester Kurzfilm und für die beste Schauspielerin[6]
- 2023: British Independent Film Award: Nominierung für den besten britischen Kurzfilm[7]
- 2023: Raindance Film Festival: Nominierung als bester britischer Kurzfilm[8]
- 2023: Aesthetica Short Film Festival, York[9]
- 2023: Bolton International Film Festival
- 2024: Internationale Filmfestspiele Berlin